# Marie Brabantská (1190–1260)
Marie Brabantská (francouzsky Marie de Brabant, 1190? – květen/červen 1260) byla římskou královnou a císařovnou, druhou manželkou Oty IV. Brunšvického. Ve svém druhém manželství se stala holandskou hraběnkou. Jejím otcem byl vévoda Jindřich I. Brabantský a matkou Matylda z Boulogne.

## První manželství

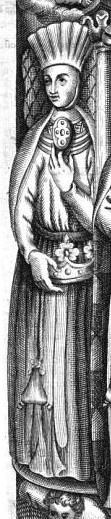
Náhrobek Marie Brabantské v kostele sv. Petra v Lovani

19. května 1214 byla Marie zasnoubena s Otou Brunšvickým, svatba proběhla později toho roku v Maastrichtu. Nevěstě bylo asi 24 let, ženichovi 31. Ota v té době soupeřil o německý trůn s Fridrichem II., úspěšnější však už v té době byl Fridrich, ačkoliv jeho spojenci zatím vojensky proti Otovi nepostupovali. Ota se pokusil o zvrácení nepříznivé situace za pomoci Anglie. 27. července 1214 se utkal v bitvě u Bouvines se spojencem Fridricha Štaufského, francouzským králem Filipem Augustem a utrpěl drtivou porážku, která znamenala jeho definitivní mocenský konec.
Ota IV. byl opět nucen vzdát se dědičných území v Brunšvicku. Poslední léta života prožil v marném úsilí o získání přízně bývalých spojenců. V roce 1215 se Fridrich nechal znovu korunovat, tentokrát bez opozice. Ota IV. zemřel 19. května 1218 na hradě Harzburg, kde s ním pobývala i Marie.
| „                   | ...svržen, zbaven trůnu, ležíce v opatství natažen na podlaze, se vyznával ze svých hříchů, přičemž zpěčující se kněz bičoval jeho zkrvavené tělo, dokud nezemřel. | “ |
| — Ernst Kantorovitz | |   |

Z manželství se nenarodily děti.

## Druhé manželství
Marie zůstala vdovou asi dva roky. V červenci 1220 se vdala za hraběte Viléma I. Holandského. Její druhý manžel zemřel 4. února 1222 a Marie ho přežila o 38 let. Viléma přežilo přinejmenším pět jeho děti. Genealogové věří, že se všechny narodily v manželství s jeho první ženou Adélou z Geldernu, ale panují určité pochybnosti ohledně dat jejich narození. Sama Marie zemřela roku 1260 a byla pohřbena v Kostele sv. Petra v Lovani.